# Lévignacq
Lévignacq (gaskonsko Lo Binhac) je naselje in občina v francoskem departmaju Landes regije Akvitanije. Naselje je leta 2009 imelo 363 prebivalcev.

## Geografija
Kraj leži v pokrajini Gaskonji ob reki Vignac, 37 km severno od Daxa.

## Uprava
Občina Lévignacq skupaj s sosednjimi občinami Castets, Léon, Linxe, Lit-et-Mixe, Saint-Julien-en-Born, Saint-Michel-Escalus, Taller, Uza-les-Forges in Vielle-Saint-Girons sestavlja kanton Castets s sedežem v Castetsu. Kanton je sestavni del okrožja Dax.

## Zanimivosti
- cerkev sv. Martina;